# Microserica squamulata
Microserica squamulata är en skalbaggsart som beskrevs av Moser 1915. Microserica squamulata ingår i släktet Microserica och familjen Melolonthidae. Inga underarter finns listade i Catalogue of Life.